# Phong trào Cần Vương
Phong trào Cần Vương (chữ Nôm: 風潮勤王) nổ ra vào cuối thế kỷ 19 do đại thần nhà Nguyễn là Tôn Thất Thuyết nhân danh vua Hàm Nghi đề xướng trước cuộc xâm lược của thực dân Pháp.